# محمود لبيب
محمود لبيب (1882م - 1951م) وكيل الإخوان المسلمين للشؤون العسكرية والقائد العام لمتطوعي الإخوان المسلمين في فلسطين مؤسس تنظيم الضباط الأحرار الذي يعد الامتداد التنظيمي لجماعة الإخوان المسلمين داخل الجيش المصري، ولد بالقاهرة عام 1882م، انتخب عام 1947م وكيلاً ثانيًا للإخوان المسلمين للشؤون العسكرية.

## السيرة الذاتية
- جده هو محمد علي باشا البقلي أحد مشاهير عصر محمد علي الكبير وجده الأكبر هو الشيخ البقلي المعروف بالمنوفية.
- درس بمدرسة محمد علي ثم مدرسة الخديوية ثم مدرسة السواحل العسكرية التي تخرج منها برتبة ملازم عام 1906.

## دوره في الحياة السياسية المصرية
- انتخب عام 1947م وكيلاً ثانيًا للإخوان المسلمين للشؤون العسكرية.
- ينسب إليه تأسيس تنظيم الضباط الأحرار وتسميته بهذا الاسم.
- قال عنه جمال عبد الناصر في سلسلة المصور (قصة ثورة الجيش من المهد إلي اللحد) مع حلمي سلام " كان يجمعنا وينظمنا المرحوم الصاغ م.ل.

## مؤلفاته
كتاب حماة السلوم الذي قدم له محمد صالح حرب باشا وصدر عن دار الأنصار.

## وفاته
فاضت روحه إلي ربه يوم الثلاثاء 18 / 12 / 1951 حيث صادف اليوم اجتماعاً إخوانياً ضخماً بالمركز العام للإخوان المسلمين احتفالاً بافتتاحه وأعلن نبأ الوفاة أثناء حديث الثلاثاء ووقف الأستاذ عبد الحكيم عابدين ناعياً إياه في كلمة مؤثرة أثرت في جموع الإخوان الذين آلمهم الخبر.
وقد أم مفتي فلسطين المصلين بمسجد الظاهر في صلاة الجنازة التي حضرها رموز وقيادات ووجهاء الشعب المصري من رجال الجيش والبوليس والطلاب.

## وصلات خارجية
- مؤسس تنظيم الضباط الأحرار.. الصاغ محمود لبيب, إخوان أون لاين, 25 يوليو 2004م